# 天主教维斯普雷姆总教区
天主教維斯普雷姆總教區（拉丁語：Archidioecesis Vesprimiensis）是匈牙利一個羅馬天主教教省總教區，也是該國四個教省總教區之一。
總教區下轄考波什堡和松博特海伊兩個教區。2006年有教友315,374人、180個堂區、134名司鐸。
現任總主教為喬治·烏德沃爾迪，榮休總主教為儒略·馬爾菲。
早在11世紀已被升為教區。1993年5月31日升為總教區。